# Katedra w Ratzeburgu
Katedra śś. Marii i Jana Ewangelisty (niem. Dom St. Marien und Johannis Evangelistae) – świątynia luterańska znajdująca się w niemieckim mieście Ratzeburg, romańska z elementami gotyku. Wzniesiono ją na północnym krańcu wyspy nad Ratzeburger See. Dawna siedziba katolickiej diecezji. 

## Historia
Kamień węgielny pod budowę wmurowano 11 sierpnia 1154, wkrótce po ponownym założeniu diecezji przez Henryka Lwa, co czyni ją pierwszą ceglaną budowlą monumentalną w północnych Niemczech. Prace budowlane zakończono ok. 1220 roku. Klasztor z krużgankiem i kapitularz wzniósł w 1251 roku zakon norbertanów.  
Po nadejściu reformacji w 1556 roku budynek przekształcono w kościół parafialny. Biskupstwa nie włączono jednak do superintendentury Lauenburga, lecz podporządkowano je Meklemburgii z powodu zakupu diecezji przez księcia Jana Albrechta I i przekazania jej swojemu bratu Krzysztofowi; dopiero w 2017 roku tereny włączono do okręgu kościelnego Lubeki-Lauenburga. 
19 sierpnia 1893 roku świątynia spłonęła wskutek uderzenia pioruna w sygnaturkę. Dach i wieża zostały zniszczone, zginęła osoba przebywająca wówczas na dzwonnicy, lecz solidne sklepienia zapobiegły przedostaniu się płomieni do wnętrza. Mniejsze dzwony uległy stopieniu, a największy spadł i przebił sklepienie ponad organami, lecz nie wyrządził większych szkód. Wieżę przykryto tymczasowym dachem, który został zerwany przez burzę w 1894 roku. W tym samym roku odlano pięć brązowych dzwonów z odlewni Carl Voss & Sohn w Szczecinie, z których cztery zarekwirowano podczas I wojny światowej.  
W latach 1961–1966 odrestaurowano wnętrze świątyni, nadając mu pierwotny, romański wygląd. W 2022 rozpoczęto restaurację elewacji i dachu. 

## Architektura i wyposażenie
Świątynia romańska, trójnawowa, o układzie bazylikowym, z transeptem. Nad skrzyżowaniem naw ustawiona jest sygnaturka. Kościół wzniesiono z cegieł, niekiedy glazurowanych. Przykryty sklepieniem krzyżowym o cechach gotyckich.
Najstarszym elementem wyposażenia są stalle chórowe z roku 1200, które wkomponowano w nowe stalle, wykonane w 1880 roku. Krucyfiks tęczowy pochodzi z roku 1260, a brązową chrzcielnicę wykonano w roku 1440. Renesansową ambonę z 1576 zdobi podobizna pierwszego luterańskiego kaznodziei katedry, Georga Uslera. Ołtarz główny został obrabowany w 1552 roku przez Vollrada von Mansfelda, w 1582 zainstalowano w nim scenę męki pańskiej z około 1430 roku, sprowadzoną z Güstrowa. Ołtarz przebudowano go w okresie baroku, dodając do niego m.in. rzeźbę Chrystusa Zbawiciela. Obecny wygląd osiągnął w latach 1960–1966. W południowym ramieniu transeptu ustawiono dawny, wczesnobarokowy ołtarz główny z 1629 roku. Z tamtego okresu pochodzi również 12-metrowe epitafium księżnej Katarzyny, żony księcia Augusta z Saksonii-Lauenburga. W 1979 roku na dziedzińcu zainstalowano figurę żebraka autorstwa Ernsta Barlacha, podarowaną przez jego syna, Nikolausa. Organy główne wykonano w austriackim zakładzie Rieger Orgelbau w 1978 roku, składają się z 60 głosów. Prócz nich w katedrze znajdują się jeszcze dwa instrumenty – dwunastogłosowe organy chórowe, wybudowane w 1972 i rozbudowane w 2016, oraz jedenastogłosowe organy w kruchcie, wykonane w 1985 i wyremontowane w 2018 roku. W 2001 roku na wieży zawieszono sześć dzwonów z ludwisarni Rincker, które zastąpiły trzy stalowe dzwony z 1926 roku. Dane dzwonów:
| Imię               | Waga    | Średnica | Ton  |
| ------------------ | ------- | -------- | ---- |
| Friedensglocke     | 443 kg  | 86 cm    | h'   |
| Gottesdienstglocke | 648 kg  | 99,5 cm  | as'  |
| Taufglocke         | 857 kg  | 109,2 cm | ges' |
| Abendmahlsglocke   | 1292 kg | 126,7 cm | es'  |
| Betglocke          | 1886 kg | 143,1 cm | des' |
| Sterbeglocke       | 2947 kg | 167,7 cm | b°   |

## Galeria

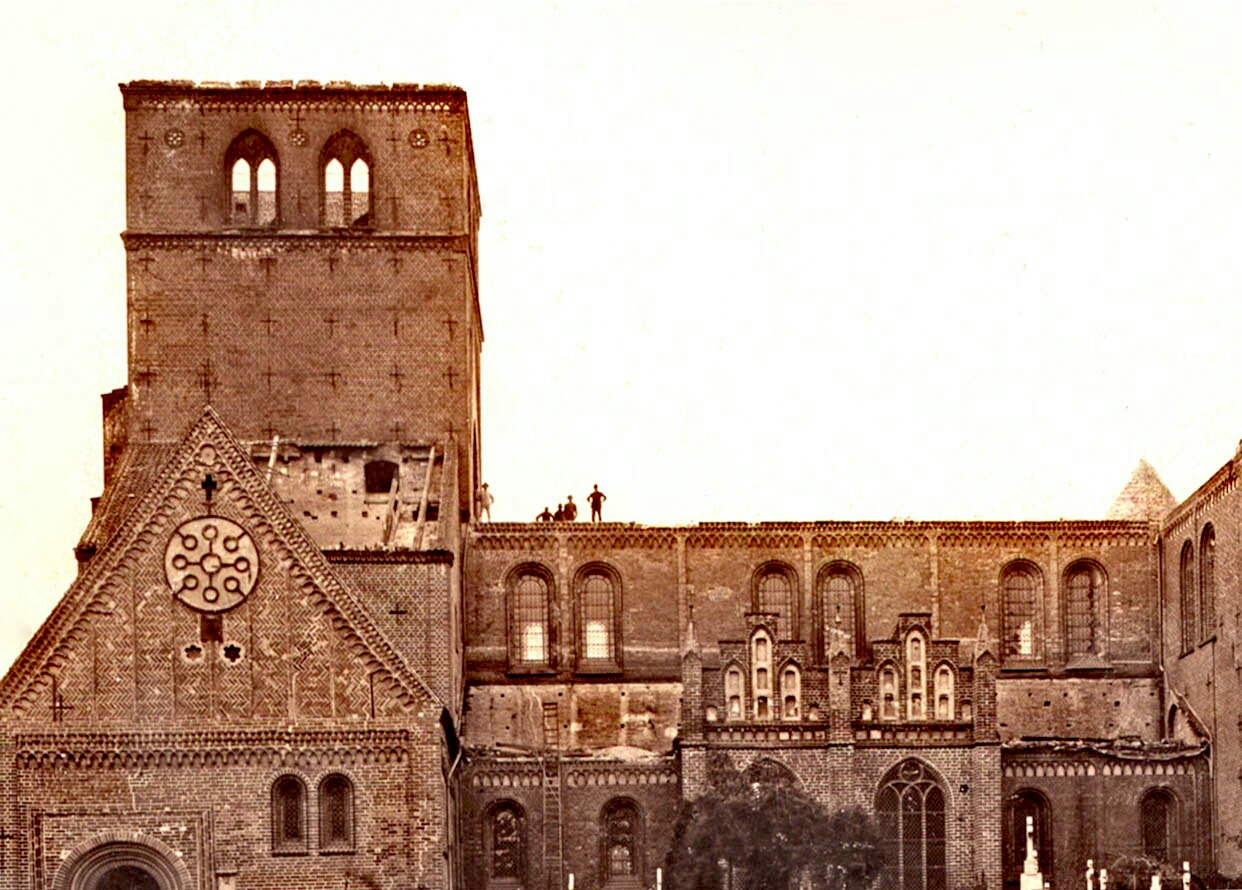
Wypalona świątynia w 1893
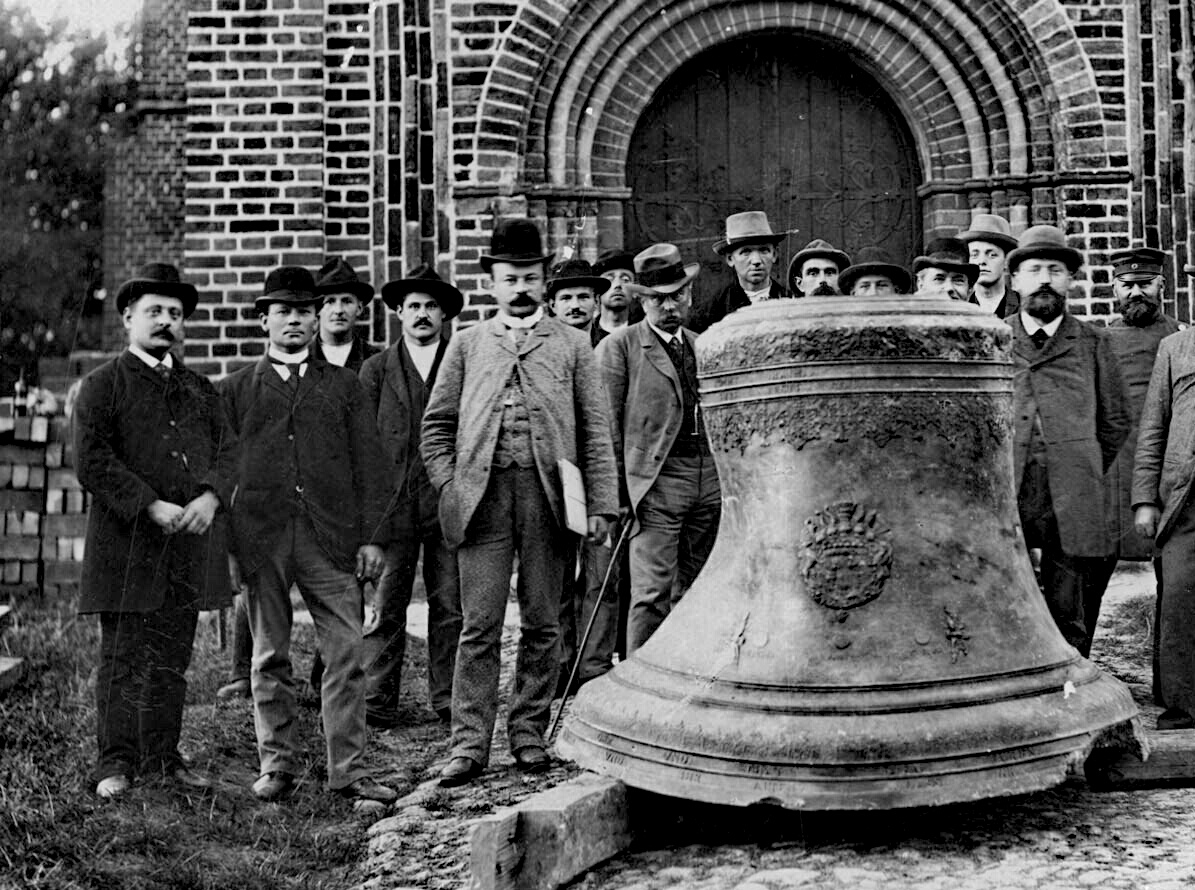
Dzwon zniszczony w pożarze
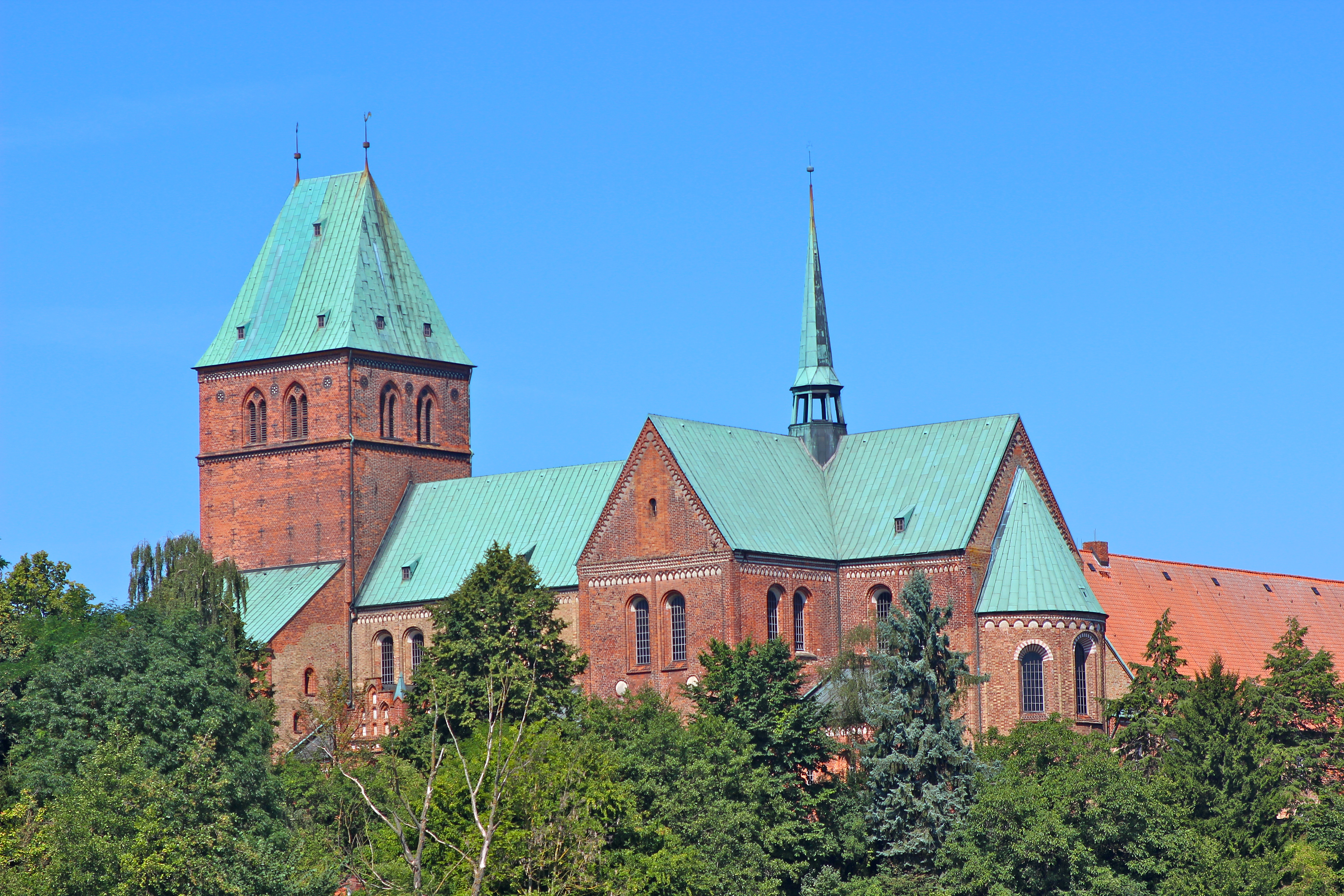
Widok z południowego zachodu
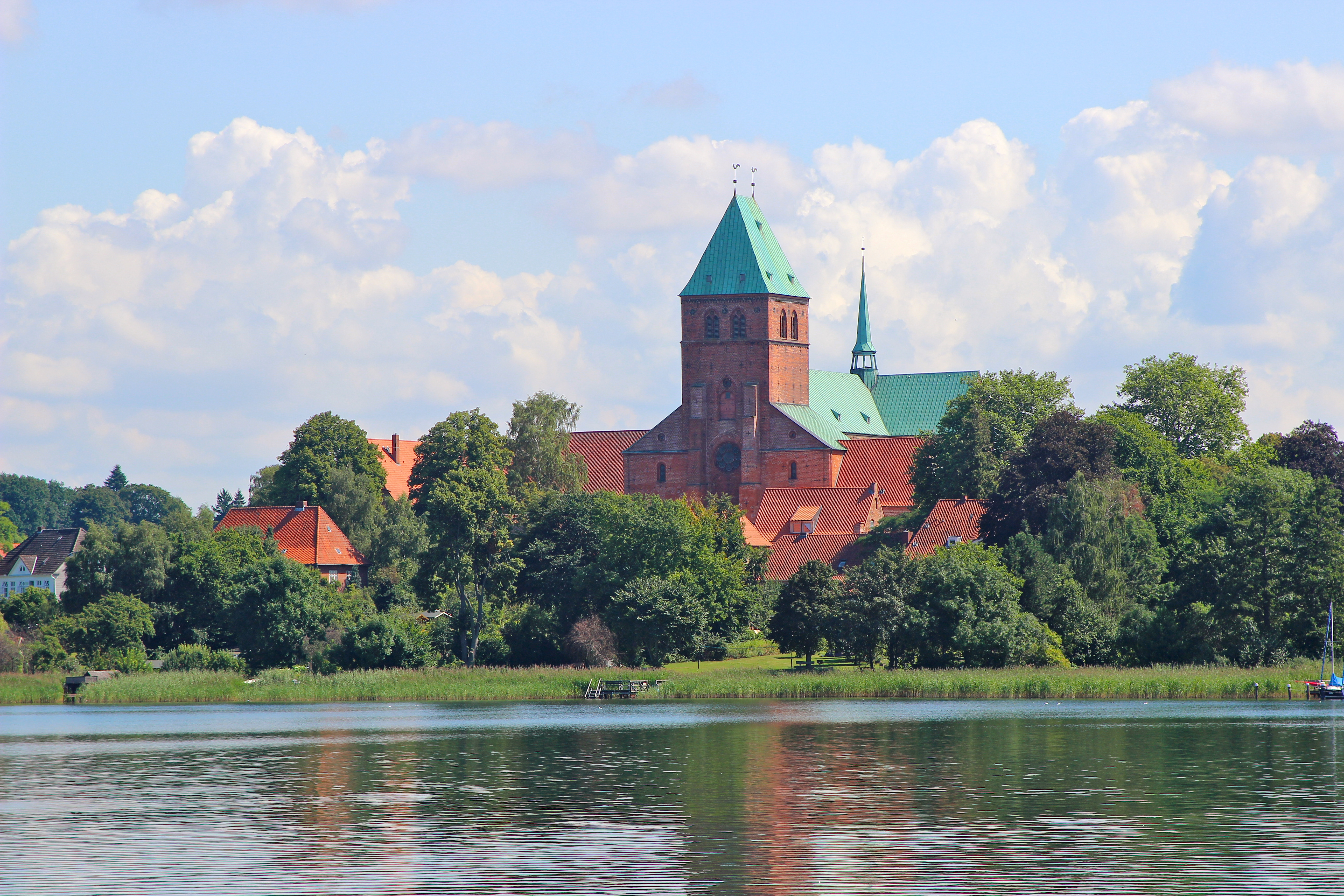
Widok ze wschodu
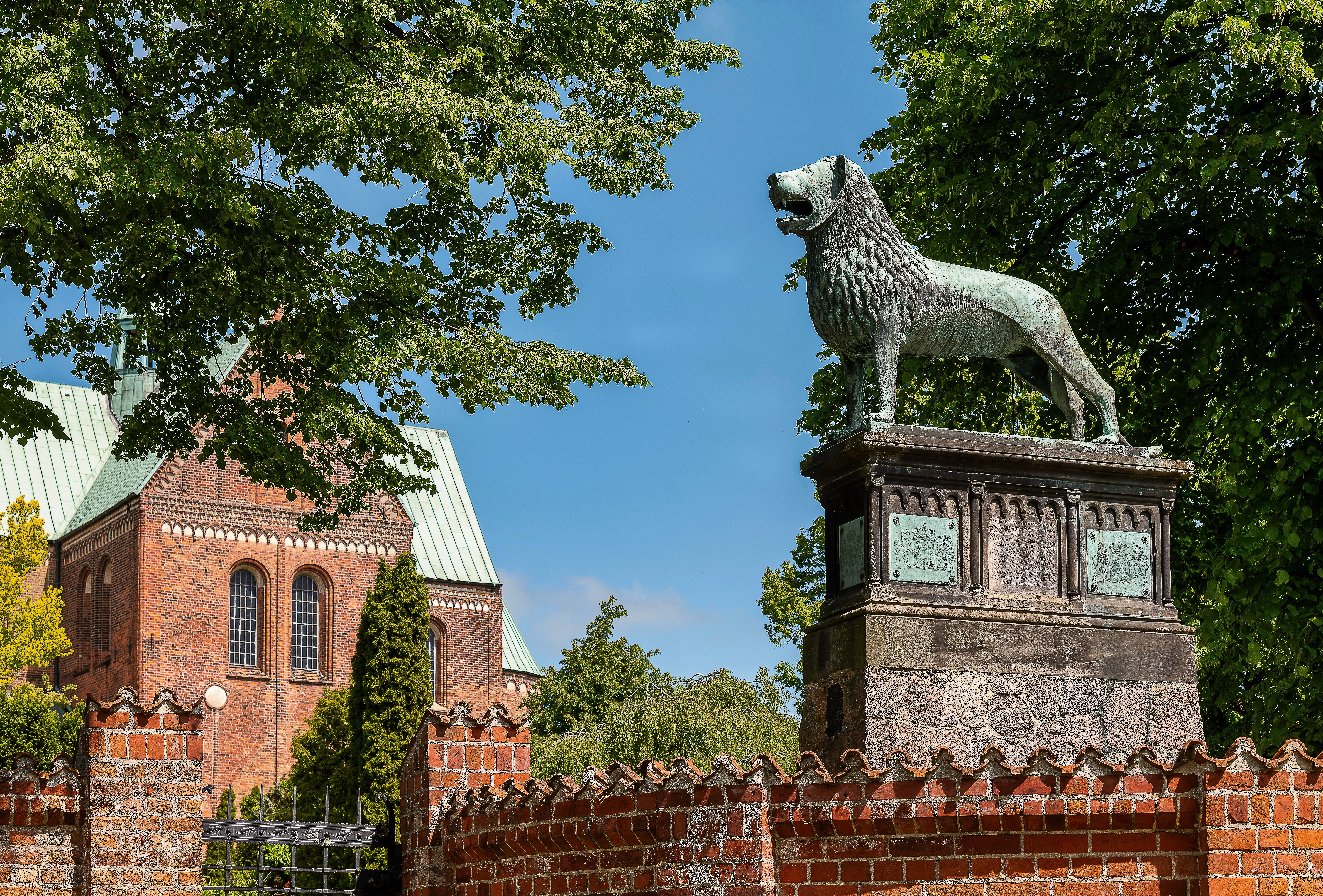
Pomnik przy katedrze
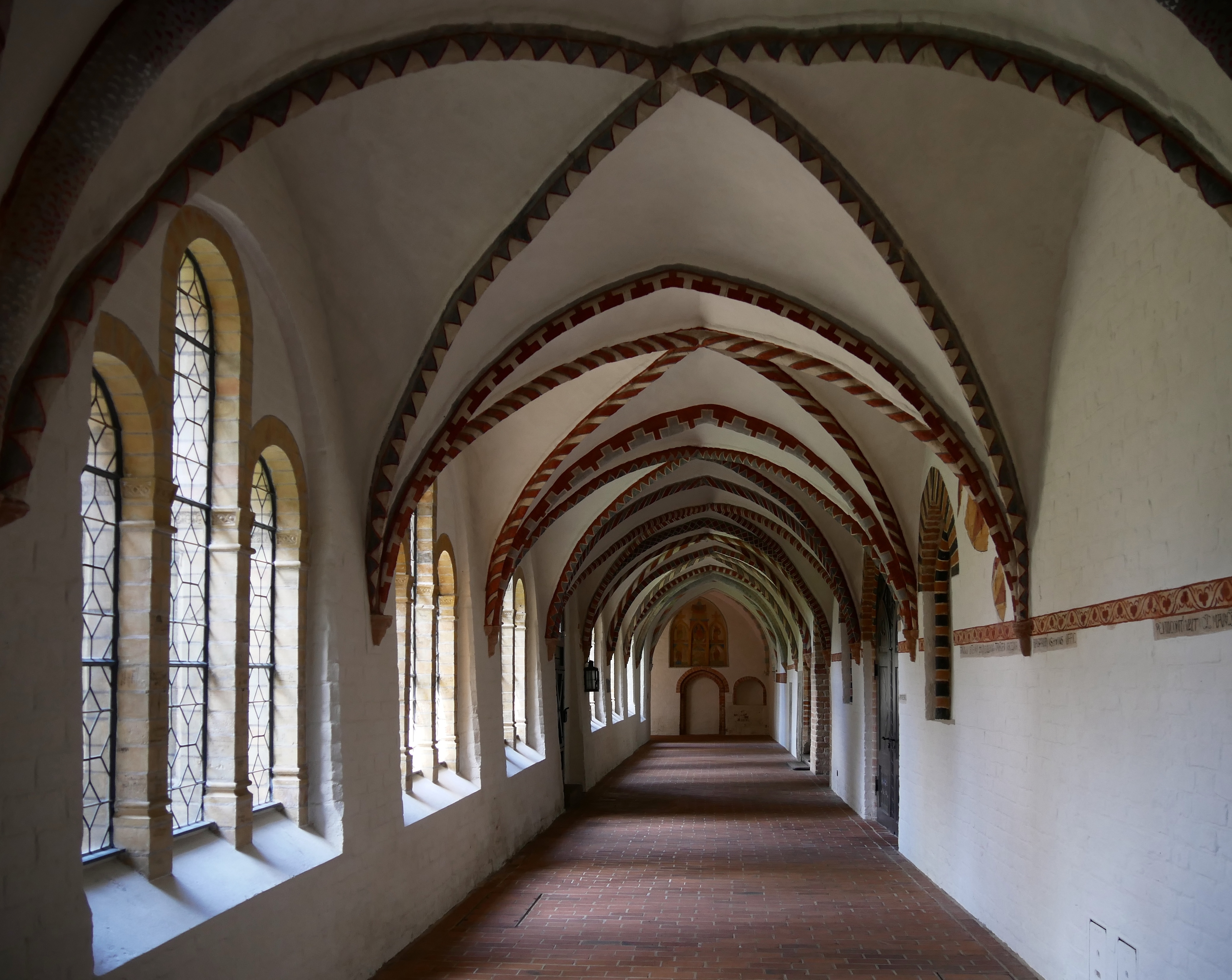
Krużganek
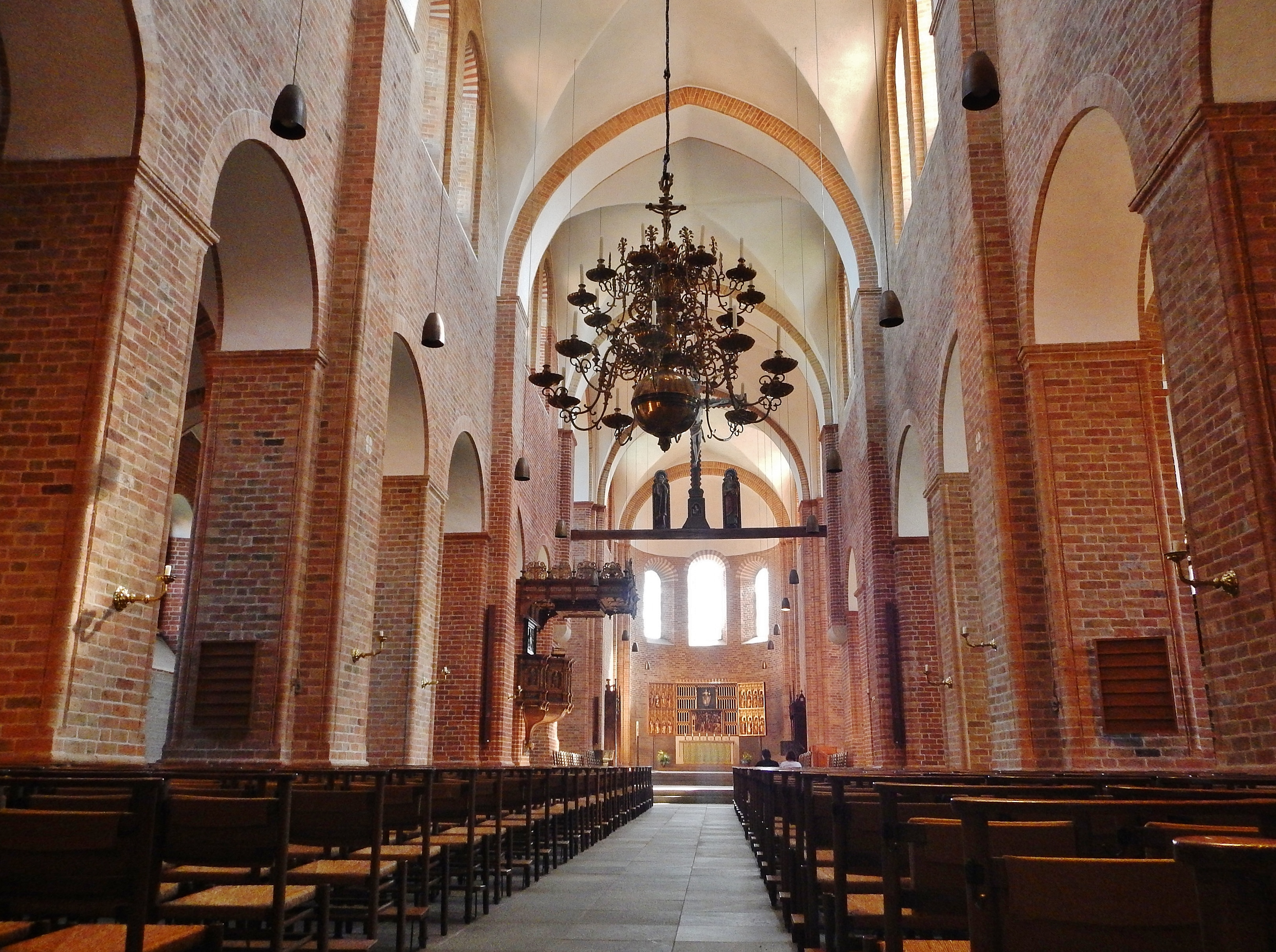
Wnętrze
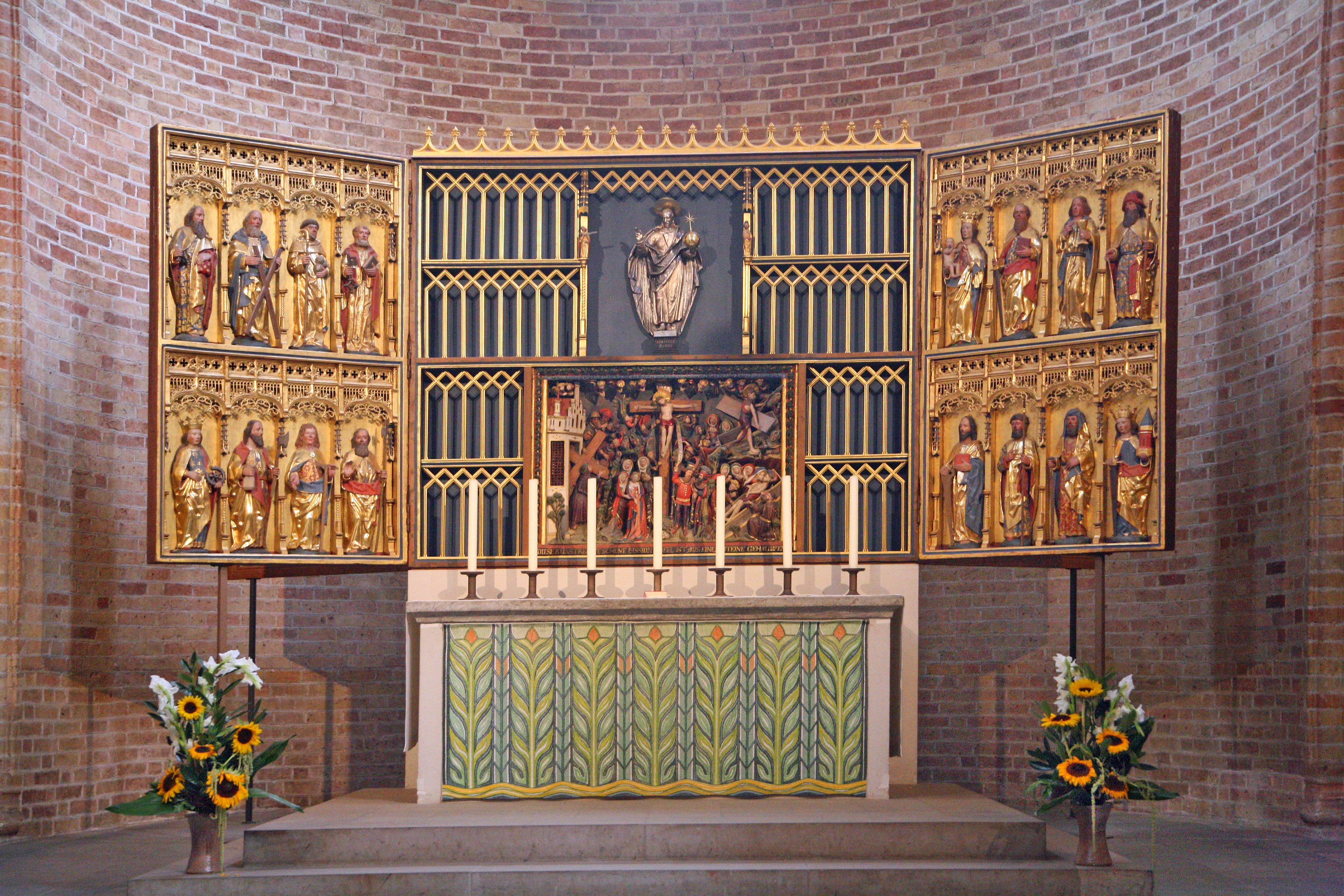
Ołtarz główny
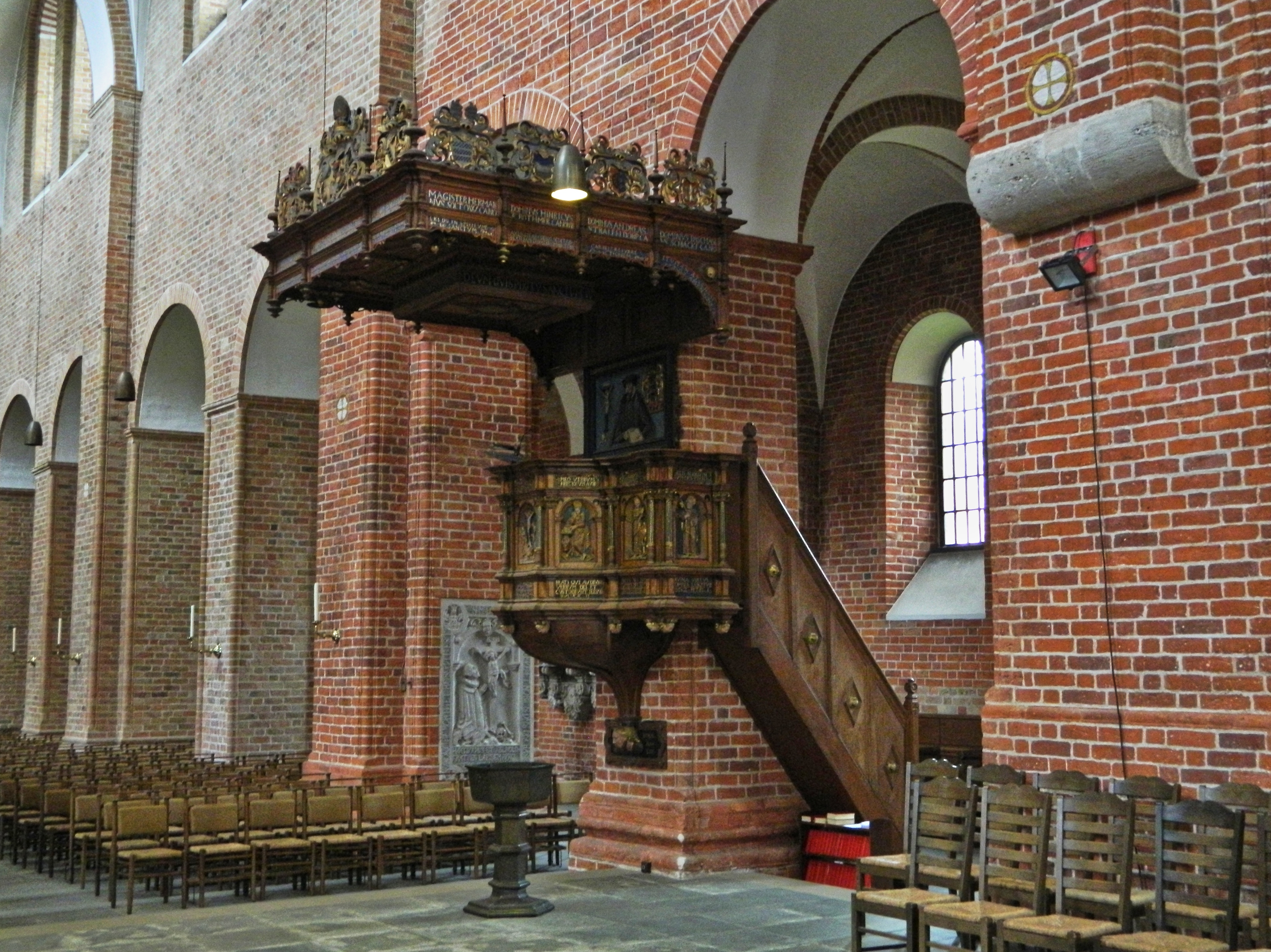
Ambona
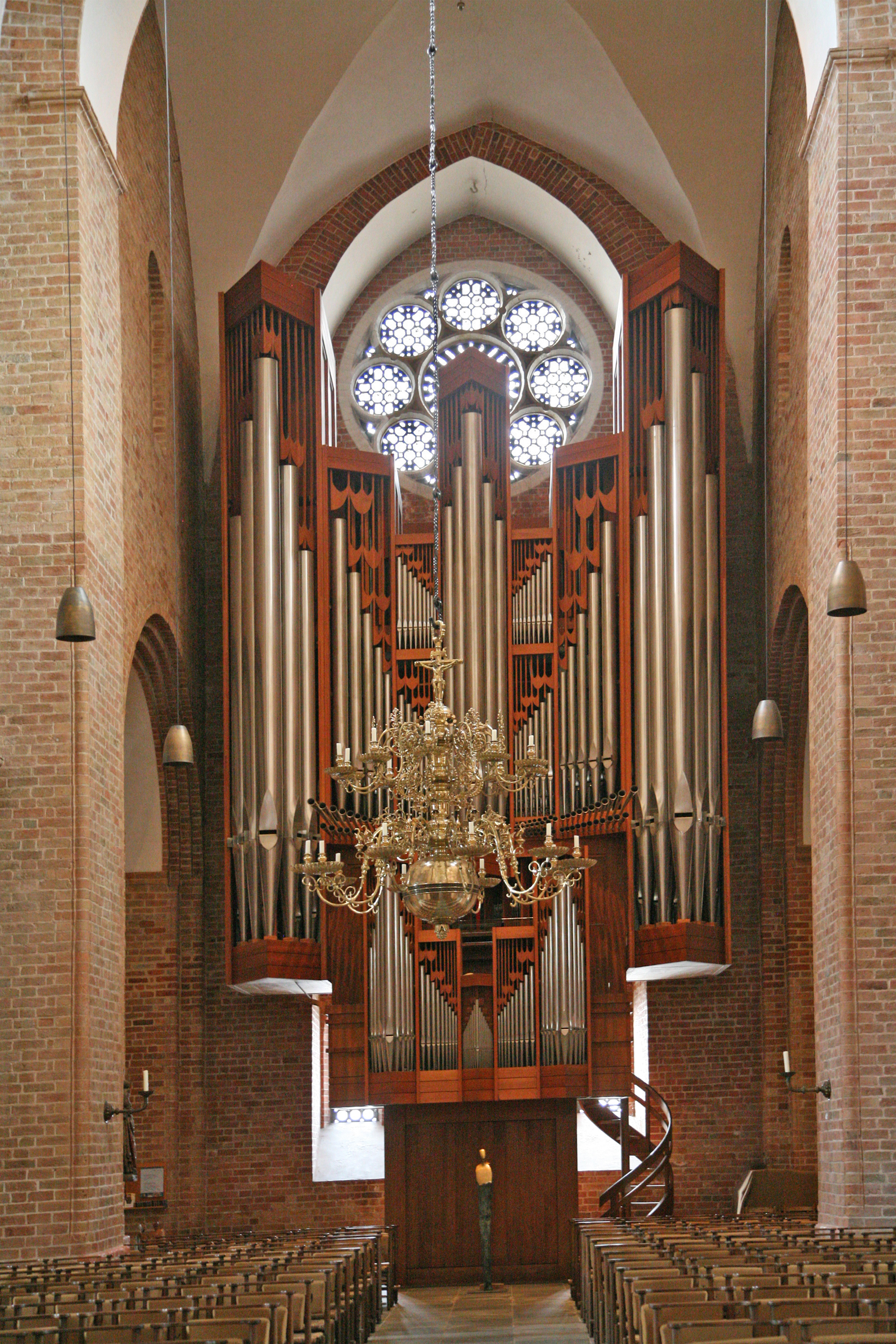
Organy